# Заря (Новохопёрский район)
Заря́ — упразднённый в 2024 году посёлок в Новохопёрском районе Воронежской области России. Входил в состав Коленовского сельского поселения.

## География
Посёлок был расположен на берегу запруженной реки Паника, в 400 метрах по прямой от посёлка Еланский. В посёлке была одна улица — Премяковская.

### Климат
Климат посёлка характеризуется как умеренно-континентальный. Лето жаркое, засушливое, зима не очень холодная. Снежный покров довольно устойчивый. В среднем температура воздуха за год составляет +5,5°С. Максимальная достоверная зафиксированная плюсовая температура достигает +40°С, минимальная −37°С. За год выпадает от 450 до 500 мм осадков, больше половины летом. Снежный покров держится до 120 дней, средняя высота 21 см.

## История
Исключен из учётных данных в 2024 году.

## Население
| 2010 | 2011 |
| ---- | ---- |
| 1    | ↗6   |

## Инфраструктура
Личное подсобное хозяйство с зоной сельскохозяйственного использования, индивидуальная застройка усадебного типа.
Основа экономики — сельское хозяйство.

## Транспорт
Доступен автотранспортом. 